# Каштелу-Бранку (Могадору)
Каштелу-Бранку (порт. Castelo Branco; МФА: [kɐʃ.ˈte.ɫu ˈbɾɐ̃.ku]) — парафія в Португалії, у муніципалітеті Могадору. Розташована в північно-східній частині країни, на теренах історичної португальської провінції Трансмонтана. Входить до складу округу Браганса. За адміністративним поділом, чинним до 1976 року, терени парафії були складовою провінції Трансмонтана і Верхнє Дору. Належить до Брагансько-Мірандської діоцезії Католицької церкви. Патрон — Діва Марія. Площа — 54,3110 км². Населення — 449 ос. (2011). Слабо урбанізований регіон. Густота населення — 8,27 осіб/км²
. Код — 040807.

## Населення
| Кількість мешканців | Кількість мешканців | Кількість мешканців | Кількість мешканців | Кількість мешканців | Кількість мешканців | Кількість мешканців | Кількість мешканців | Кількість мешканців | Кількість мешканців | Кількість мешканців | Кількість мешканців | Кількість мешканців | Кількість мешканців | Кількість мешканців |
| ------------------- | ------------------- | ------------------- | ------------------- | ------------------- | ------------------- | ------------------- | ------------------- | ------------------- | ------------------- | ------------------- | ------------------- | ------------------- | ------------------- | ------------------- |
| 1864                | 1878                | 1890                | 1900                | 1911                | 1920                | 1930                | 1940                | 1950                | 1960                | 1970                | 1981                | 1991                | 2001                | 2011                |
| 900                 | 1 012               | 980                 | 998                 | 1 128               | 1 063               | 1 105               | 1 293               | 1 476               | 1 536               | 1 023               | 983                 | 581                 | 540                 | 449                 |